# Калининский областной комитет КПСС
Калининский областной комитет КПСС — руководящий партийный орган областной организации Коммунистической партии Советского Союза, существовавший в Калининской (с 1990 – Тверской) области с 1935 по 1991 год. Являлся высшим органом  областной организации КПСС между областными конференциями КПСС. Образован вместе с областью на части территорий Московской, Западной и Ленинградской областей. Располагался в областном центре – городе Калинине (с 1990 – Тверь).
Комитет избирался областными конференциями КПСС. Занимался реализацией решений областных конференций, организацией и утверждением районных партийных организаций Калининской области, выполнением решений ЦК партии. Подчинялся (до 1990 года) Центральному комитету КПСС ( с 1990 – ЦК коммунистической партии РСФСР).
Для повседневного руководства работой областной партийной организации обком избирал бюро, а для рассмотрения текущих вопросов и проверки их исполнения создавал секретариат. На пленумах комитетов утверждались также председатели партийных комиссий, заведующие отделами этих комитетов, редакторы партийных газет и журналов. Для рассмотрения текущих вопросов и проверки их исполнения создавался секретариат. Пленум областного комитета созывался не реже одного раза в четыре месяца.
Высшим должностным лицом областной организации КПСС являлся первый секретарь, избиравшийся на пленуме областного комитета КПСС по предложению секретариата Центрального Комитета КПСС. Кандидатуры второго (как правило, отвечал за организационные вопросы) и третьего секретарей (как правило, отвечал за идеологические вопросы) согласовывались также с секретариатом ЦК КПСС.
Обком КПСС отвечал за проведение политики партии в области, вёл политическую и организаторскую работу по выполнению всеми государственными и общественными организациями директив и решений партии, указаний её Центрального комитета, проводил идеологическую работу, руководил работой Советов депутатов трудящихся, профсоюзов, комсомола и других организаций, а также средств массовой информации через работающих в них коммунистов, решал социально-экономические задачи, контролировал деятельность учреждений науки, культуры, образования, занимался подбором и расстановкой руководящих кадров, организацией учреждений партии в пределах области.

## Первые секретари
- 1935—1937 — Михайлов, Михаил Ефимович
- 1937—1938 — Рабов, Пётр Гаврилович
- 1938—1946 — Бойцов, Иван Павлович
- 1946—1949 — Воронцов, Павел Степанович
- 1949—1951 — Коновалов, Николай Семёнович
- 1951—1955 — Киселёв, Василий Иванович
- 1955—1959 — Горячев, Фёдор Степанович
- 1959—1960 — Карлов, Владимир Алексеевич
- 1960—1978 — Корытков, Николай Гаврилович[1]
- 1978—1985 — Леонов, Павел Артёмович
- 1985—1990 — Татарчук, Николай Фёдорович
- 1990—1991 — Ильенков, Александр Иванович

## Вторые секретари
- 1936—1936 — Калыгина, Анна Степановна
- 1936—1937 — Пескарёв, Георгий Сергеевич
- 1937—1937 — Рабов, Пётр Гаврилович
- 1937—1937 — Чуканов, Иван Афанасьевич
- 1937—1938 — Иванов, Василий Иванович
- 1938—1941 — Абрамов, Александр Алексеевич

- 1942—1944 — Симонов, Александр Васильевич
- 1944—1946 — Воронцов, Павел Степанович
- 1947—1948 — Сиряпин, Дмитрий Алексеевич
- 1948—1951 — Зимин, Иван Николаевич
- 1951—1951 — Киселёв, Виктор Иванович

- 1952—1954 — Шаталин, Сергей Николаевич
- 1954—1961 — Баранов, Фёдор Павлович
- 1961—1967 — Нешков, Хрисанф Павлович[2]
- 1967—1973 — Бельченко, Василий Михайлович

- 1975—1981 — Скрипников, Анатолий Васильевич
- 1981—1990 — Шестов, Михаил Александрович
- 1990—1991 — Аксёнов, Геннадий Николаевич